# Sturmia bellina
Sturmia bellina là một loài ruồi trong họ Tachinidae.